# بیل بنتلی (بازیکن فوتبال)
بیل بنتلی (انگلیسی: Bill Bentley; ۲۱ اکتبر ۱۹۴۷ – ) بازیکن فوتبال اهل بریتانیا بود.
از باشگاه‌هایی که در آن بازی کرده‌است می‌توان به باشگاه فوتبال استوک سیتی، باشگاه فوتبال استافورد رانجرز، باشگاه فوتبال پورت ویل، و باشگاه فوتبال بلکپول اشاره کرد.